# مملكة يوغوسلافيا
44°49′14″N 20°27′44″E / 44.82056°N 20.46222°E

مملكة يوغسلافيا (بالصربية والكرواتية والسلوفينية: Kraljevina Jugoslavija, بالأبجدية السيريلية Краљевина Југославија) هي مملكة أوروبية أمتدت من غرب البلقان حتى وسط أوروبا، يحدها كل من مملكة إيطاليا والنمسا من الشمال والمجر ورومانيا وبلغاريا من الشرق، ومن الجنوب اليونان وفي الغرب البحر الأدرياتيكي.
تشكلت المملكة عام 1918 بعد الحرب العالمية الأولى إثر سقوط الإمبراطورية النمساوية المجرية وظلت حتى عام 1941 حين غزتها القوات الألمانية والإيطالية في الحرب العالمية الثانية وبعد تحريرها من الأحتلال النازي عام 1945 أعلن قيام جمهورية يوغسلافيا الأشتراكية الفدرالية.
ضمت المملكة أراضي مايعرف الآن بـ صربيا وكرواتيا والجبل الأسود وسلوفينيا وجمهورية مقدونيا وكوسوفا التي كانت تتبع آنذاك الوقت صربيا، بلغت مساحة المملكة الإجمالية 247,542 كم مربع وعدد سكانها ما يقارب 12 مليون نسمة أكثر يعتنقون المسيحية الأرثوذكسية والكاثولكية مع أقلية مسلمة وأقلية صغيرة من اليهود، تولى بيتر الأول ملك صربيا عرش مملكة يوغسلافيا كأول ملوكها حتى اغتياله عام 1920.

## التشكيل
بعد اغتيال الأرشيدوق النمساوي فرانس فرديناند على يد الصربي البوسني غافريلو برينسيب واندلاع الحرب العالمية الأولى، غزت قوة بلغارية ونمساوية وألمانية مشتركة صربيا واحتلتها في 6 أكتوبر 1915. وشهد هذا تصاعد القومية السلافية الجنوبية ودعوة القوميين السلافيين إلى استقلال وتوحيد القوميات السلافية الجنوبية للنمسا-المجر إلى جانب صربيا والجبل الأسود في دولة واحدة للسلوفينيين والكروات والصرب.
أصبح السياسي الكرواتي الدلماسي أنتي ترومبيتش زعيمًا بارزًا للسلافية الجنوبية خلال الحرب وقاد اللجنة اليوغوسلافية التي ضغطت على الحلفاء لدعم إنشاء يوغوسلافيا المستقلة. واجه ترومبيتش عداءًا أوليًا من رئيس الوزراء الصربي نيكولا باشتش، الذي فضل صربيا موسعة على دولة يوغوسلافية موحدة. ولكن، وافق كل من باشتش وترومبيتش على حل وسطي، قُدم في إعلان كورفو في 20 يوليو 1917، الذي دعا إلى إنشاء دولة موحدة من الصرب والكروات والسلوفينيين بقيادة سلالة كارادجوردجفيتش الصربية.
في عام 1916، بدأت اللجنة اليوغوسلافية مفاوضات مع الحكومة الصربية في المنفى، قررتا فيها إنشاء مملكة يوغوسلافيا، صرحتا عن إعلان كورفو المشترك في عام 1917، وعقدت الاجتماعات في المسرح البلدي في كورفو.
في نوفمبر 1918، عين المجلس الوطني لدولة السلوفينيين والكروات والصرب 28 عضوًا لبدء التفاوض مع ممثلي حكومة مملكة صربيا والجبل الأسود حول إنشاء دولة يوغوسلافية جديدة، تفاوض الوفد مباشرةً مع الوصي ألكسندر كاراجورزيفيتش. انتهت المفاوضات، بقراءة وفد المجلس الوطني لدولة السلوفينيين والكروات والصرب بقيادة أنتي بافليتش الخطاب أمام الوصي ألكسندر، الذي مثل والده الملك بيتر الأول ملك صربيا، وبقبوله أسست المملكة.
كان اسم الدولة اليوغوسلافية الجديدة: «مملكة الصرب والكروات والسلوفينيين» (بالصربية-الكرواتية: Kraljevina Srba, Hrvata i Slovenaca/Краљевина Срба, Хрвата и Словенаца؛ بالسلوفينية: Kraljevina Srbov, Hrvatov in Slovencev) أو بشكل مختصر «مملكة إس إتش إس»  (Kraljevina SHS/Краљевина СХС).
تألفت المملكة الجديدة من ممالك صربيا والجبل الأسود المستقلة سابقًا (ضُم الجبل الأسود إلى صربيا في الشهر السابق)، ومن مساحة كبيرة من الأقاليم التي كانت سابقًا جزءًا من النمسا-المجر، ودولة السلوفينيين، والكروات والصرب. وكانت الدول الرئيسية التي شكلت المملكة الجديدة هي دولة السلوفينيين والكروات والصرب، وفويفودينا، ومملكة صربيا مع مملكة الجبل الأسود.
دعم القوميون السلافيون والقوميون اليوغوسلاف إنشاء الدولة. فبالنسبة للحركة القومية السلافية، وحد كل الشعب الجنوبي السلافي (يوغوسلاف) في دولة واحدة. دعم الحلفاء الإنشاء أيضًا، الذين سعوا إلى تفكيك الإمبراطورية النمساوية المجرية.
شاركت مملكة الصرب والكروات والسلوفينيين المنشأة حديثًا في مؤتمر باريس للسلام مع ترومبيتش كممثل للبلاد. استدرج الحلفاء الإيطاليين إلى الحرب بوعدهم بتحقيق مكاسب إقليمية كبيرة في المقابل، ما أدى إلى قطع ربع الأقاليم الإثنية السلوفينية عن الأرباع الثلاثة المتبقية من السلوفينيين الذين عاشوا في مملكة الصرب والكروات والسلوفينيين، نجح ترومبيتش في ضمان ضم معظم السلاف الذين عاشوا في النمسا-المجر السابقة داخل حدود مملكة الصرب والكروات والسلوفينيين الجديدة. ومع ذلك، تعرض نصف مليون سلافي، معظمهم من السلوفينيين، بسبب معاهدة ربالو لطلينة قسرية حتى سقوط الفاشية في إيطاليا. وفي الوقت الذي كان فيه بينيتو موسوليني مستعدًا لتعديل حدود رابالو لضم دولة رييكا المستقلة إلى إيطاليا، قوض الوصي على العرش ألكسندر، الذي فضل «العلاقات الجيدة» مع إيطاليا، محاولات باشيتش لتصحيح الحدود في بوستوينا وإيدرييا.
تحد المملكة اليوغوسلافية إيطاليا والنمسا من الشمال الغربي عند حدود رابالو، ومن الشمال المجر ورومانيا، ومن الشرق بلغاريا، ومن الجنوب اليونان وألبانيا، ومن الغرب البحر الأدرياتيكي. دخلت المملكة على الفور تقريبًا في نزاعات مع معظم جيرانها. كان من الصعب تحديد حالة سلوفينيا، لأنها كانت جزءًا لا يتجزأ من النمسا لمدة 400 عام. كانت منطقة فويفودينا متنازع عليها مع المجر، ومقدونيا مع بلغاريا، وفيوم مع إيطاليا.
أجري أيضًا استفتاء عام في مقاطعة كارينثيا، التي اختارت البقاء في النمسا. شكل النمساويون أغلبية في هذه المنطقة، رغم أن الأرقام بينت أن بعض السلوفينيين صوتوا لصالح كارينثيا لتصبح جزءًا من النمسا. أعطيت مدينة زادار الدلماسية الساحلية (الإيطالية: زارا) وبعض الجزر الدلماسية لإيطاليا. أعلنت مدينة رييكا (الإيطالية: Fiume) باعتبارها دولة فيوم الحرة، ولكن سرعان ما احتلتها إيطاليا، وضمتها إليها في عام 1924، التي كانت قد وُعدت أيضًا بالساحل الدلماسي خلال الحرب العالمية الأول، وطالبت يوغوسلافيا بإستريا، وهي جزء من السواحل النمساوية السابقة التي ضمت إلى إيطاليا، ولكنها احتوت عددًا كبيرًا من السكان الكروات والسلوفينيين.
أثار تشكيل دستور فيدوفدان في عام 1921 توترات بين مختلف الجنسيات اليوغوسلافية. عارض ترومبيتش دستور عام 1921 وبمرور الوقت ازداد عداءه للحكومة اليوغوسلافية التي رأى أنها مركزية لصالح الهيمنة الصربية على يوغوسلافيا.